# Metro van Adana
De metro van Adana (Turks: Adana Metrosu) werd geopend in maart 2009 en bestaat uit één lijn. De lichte metrolijn loopt over een lengte van 13,5 kilometer vanuit het noordwesten naar het centrum van de stad Adana. Bij de opening was het het vijfde metrosysteem van Turkije. De spoorbaan ligt merendeels bovengronds en volgt veelal het tracé van grote stadswegen, in de middenberm of op een verhoogd viaduct. Een vergelijkbaar systeem is de metro van Bursa. Er bestaan plannen om het spoor door te trekken in noordoostelijke richting, naar de Çukurova universiteit. De lightrailtreinen die heen en weer pendelen werden gefabriceerd door Hyundai Rotem.

## Netwerk
In 1992 werd begonnen met de constructie van de metrolijn, maar het bouwproject liep vertragingen op door financiële problemen. Maart 2009 werd het eerste deel uiteindelijk geopend, de haltes Hastane tot en met Vilayet. Twee maanden later bereikte de lijn de huidige lengte, er kwamen nog vijf stations bij.
Het gemeentelijke vervoersbedrijf exploiteert de lijn. De treinen rijden van zes uur 's morgens tot acht uur 's avonds eens per half uur, of eens per kwartier (spits). Station Vilayet biedt een overstap naar de trein, bij diverse stations stoppen bussen of Dolmuş-busjes. Onderstaande tabel toont de metrostations van noord naar zuid:
| Stationsnaam   | Ligging        | Overstappen            |
| -------------- | -------------- | ---------------------- |
| Hastane        | maaiveldniveau |                        |
| Anadolu Lisesi | maaiveldniveau |                        |
| Huzurevi       | maaiveldniveau |                        |
| Mavi Bulvar    | maaiveldniveau |                        |
| Yurt           | maaiveldniveau |                        |
| Yeşilyurt      | maaiveldniveau |                        |
| Fatih          | verhoogd       |                        |
| Vilayet        | ondergronds    | Adana Centraal Station |
| İstiklal       | ondergronds    |                        |
| Kocavezir      | verhoogd       |                        |
| Hürriyet       | verhoogd       |                        |
| Cumhuriyet     | verhoogd       |                        |
| Akıncılar      | verhoogd       | Yüreğir busterminal    |